# 스팀보트 빌 주니어
스팀보트 빌 주니어(Steamboat Bill, Jr.)는 미국에서 제작된 찰스 라이즈너, 버스터 키튼 감독의 1928년 액션, 코미디, 드라마 영화이다. 버스터 키튼 등이 주연으로 출연하였다.
이 영화의 명칭은 아서 콜린스의 대중적인 1911년 레코딩인 1910년 노래 Steamboat Bill에서 착안한 것이다.

## 출연

### 주연
- 버스터 키튼
- 톰 맥가이어

### 조연
- 어니스트 토렌스
- 톰 루이스
- 마리온 바이런
- 조 키튼

## 같이 보기
- 버스터 키턴의 작품 목록